# Katalogisierung biblischer Handschriften
Die Katalogisierung biblischer Handschriften dient als Hilfsmittel der biblischen Textkritik, die versucht, den Ausgangstext der Bücher der Bibel zu rekonstruieren. Dazu müssen Tausende Handschriften untereinander verglichen werden. Während der zeitlichen Entwicklung dieses Wissenschaftszweiges entstanden verschiedene Katalogsysteme mit ihren jeweiligen Vor- und Nachteilen. Neu entdeckte Dokumente müssen konsistent in das Katalogsystem aufgenommen werden, um international einheitlich arbeiten zu können. Die derzeit verwendeten Systeme erfüllen diese Anforderung.

## Neues Testament

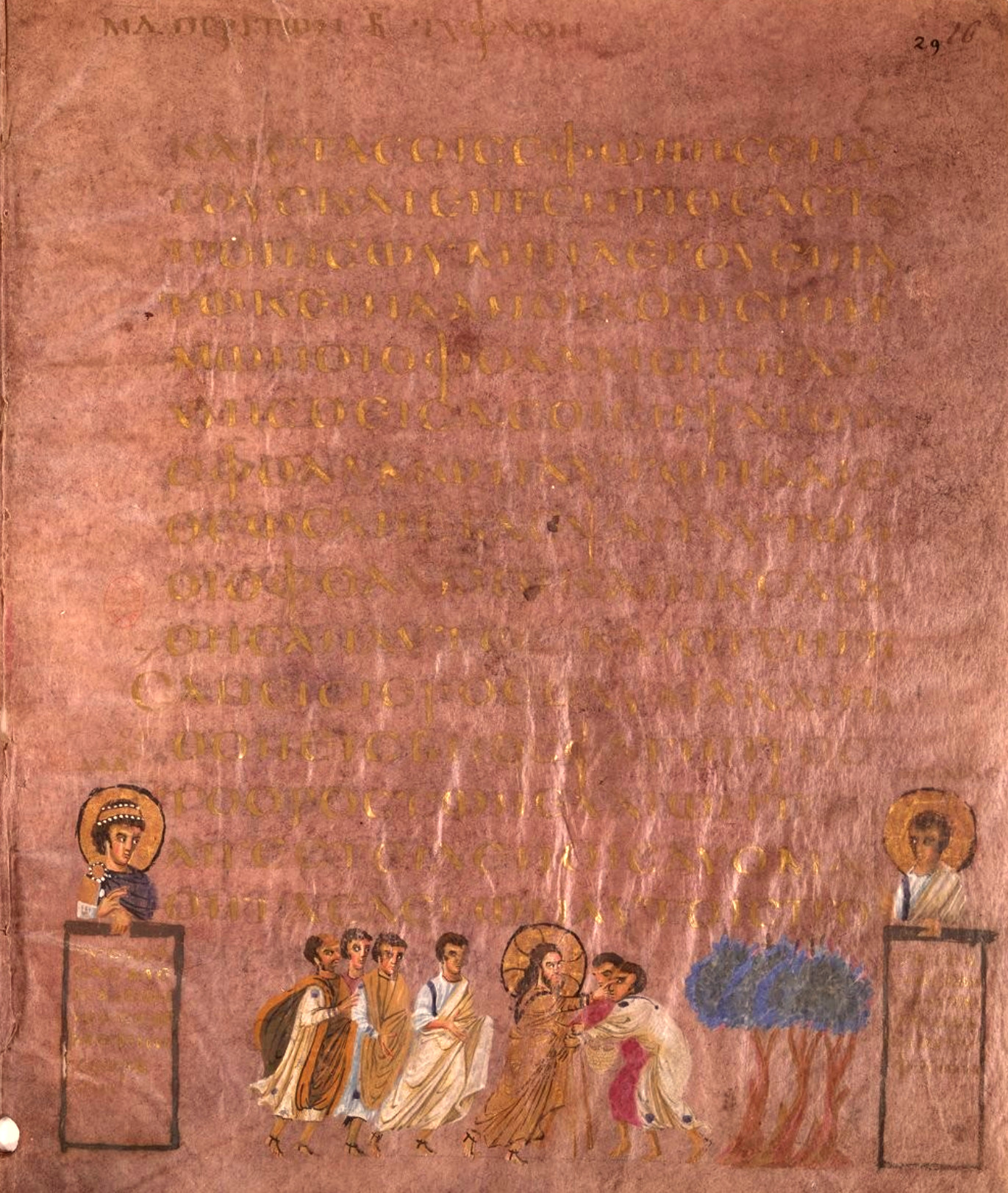
Eine Seite des Codex Sinopensis. Die Miniatur am Fuß zeigt Jesus, der einen Blinden heilt.

Die zahlreichen gedruckten Ausgaben des Bibeltextes seit Novum Instrumentum omne des Erasmus hatten verschiedene Zählweisen für die verschiedenen Handschriften und die gleiche Bezeichnung konnte bei den Evangelien eine andere Handschrift bezeichnen als in den Episteln. Jede Ausgabe konnte eine eigene Zählweise haben. Es gab jedoch auch eine Tendenz zur Vereinheitlichung. Die bekanntesten Majuskeln bekamen mit der Zeit bestimmte Großbuchstaben zugeordnet, die zur Zeit Tischendorfs schon einen verbreiteten Standard darstellten. Die Bezeichnungen der Minuskeln waren jedoch je nach Ausgabe immer wieder verschieden. Im 19. Jahrhundert wuchs die Zahl der bekannten und katalogisierten Handschriften stark an, so dass der Vergleich von Handschriften und Textausgaben immer komplizierter und eine allgemeinverbindliche Benennung der Handschriften immer notwendiger wurden.

### Von Soden
Hermann von Soden veröffentlichte in der ersten Dekade des 20. Jahrhunderts ein komplexes Katalogsystem für die Handschriften. Er ordnete die Manuskripte auf Grundlage ihres Inhaltes und wies ihnen einen griechischen Präfix zu: δ für ein vollständiges Neues Testament, ε für die Evangelien und α für den verbleibenden Teil. Diese Gruppierung war jedoch fehlerhaft, da einige der Handschriften aus der Gruppe δ die Offenbarung nicht enthielten und viele in α eingeordnete Manuskripte entweder die Katholischen Briefe oder die Paulinischen Briefe enthielten, jedoch nicht beide.
Nach dem griechischen Präfix fügte von Soden eine Nummer an, die in Zusammenhang mit der Datierung des Schriftstücks stand. Zum Beispiel stammen die Manuskripte δ1–δ49 aus der Zeit vor dem 10. Jahrhundert, während δ150–δ249 aus dem 11. Jahrhundert stammen. Dieses System erwies sich als problematisch, wenn Manuskripte umdatiert wurden oder mehr Manuskripte entdeckt wurden, als die Anzahl freier Nummern für ein bestimmtes Jahrhundert zuließen.

### Gregory-Aland
Caspar René Gregory veröffentlichte im Jahre 1908 mit seinem Buch Die griechischen Handschriften des Neuen Testaments ein neues Katalogsystem, welches ab 1950 von Kurt Aland fortgesetzt und ergänzt wurde, da neue Handschriftenfunde dies erforderlich machten. Dieses System wird noch heute benutzt und wird vom Institut für Neutestamentliche Textforschung in Münster aktuell gehalten. Zuvor hatte Gregory weltweit die führenden Forscher des Fachgebietes angeschrieben, um gemeinsam eine optimale Lösung zu finden und fand breite Zustimmung. Gregory teilte die Manuskripte in vier Gruppen ein: Papyri, Unziale, Minuskeln und Lektionare. Diese Einteilung ist bisweilen willkürlich. Die erste Gruppierung basiert auf dem physischen Material (Papyrus), das im Manuskript verwendet wurde. Die nächsten beiden Einteilungen basieren auf der Schrift: Unziale und Minuskeln (Klein- und Großbuchstaben). Die letzte Gruppierung basiert auf dem Inhalt: Lektionare. Fast alle Papyrusmanuskripte und Lektionare vor dem Jahr 1000 sind in Unzialen geschrieben. Dennoch ergibt sich eine gewisse Konsistenz, da die meisten Papyri sehr alt sind. Ab dem 4. Jahrhundert begann Pergament Papyrus als Beschreibstoff zu ersetzen (obwohl es auch Papyri aus dem 8. Jahrhundert gibt). In ähnlicher Weise wird die Mehrheit der Unziale vor das 11. Jahrhundert datiert, der Großteil der Minuskeln hingegen danach.

## Altes Testament

### Rahlfs-Nummern
Bereits im 19. Jahrhundert wurde von Paul de Lagarde angeregt, eine kritische Textausgabe der Septuaginta zu erarbeiten. Doch erst sein Schüler Alfred Rahlfs konnte dieses Vorhaben zusammen mit Rudolf Smend beginnen. Zu diesem Zweck wurde 1908 das Göttinger Septuaginta-Unternehmen gegründet. Um die etwa 2000 griechischen Handschriften zu referenzieren, führte Rahlfs die Rahlfs-Nummern ein, die sich als internationaler Standard durchgesetzt haben. Eine Auswahl von Handschriften des Alten Testaments mit den jeweiligen Rahlfs-Nummern bietet die Liste der Septuaginta-Handschriften.